# Соєр (Канзас)
Соєр (англ. Sawyer) — місто (англ. city) в США, в окрузі Претт штату Канзас. Населення — 89 осіб (2020).

## Географія
Соєр розташований за координатами 37°29′53″ пн. ш. 98°40′56″ зх. д. / 37.49806° пн. ш. 98.68222° зх. д. (37.497945, -98.682254).  За даними Бюро перепису населення США в 2010 році місто мало площу 0,37 км², уся площа — суходіл. В 2017 році площа становила 0,41 км², уся площа — суходіл.

## Демографія
Згідно з переписом 2010 року, у місті мешкали 124 особи в 52 домогосподарствах у складі 29 родин. Густота населення становила 335 осіб/км².  Було 70 помешкань (189/км²).
Расовий склад населення:
| - 100,0 % — білих |

До двох чи більше рас належало 0,0 %. Частка іспаномовних становила 5,6 % від усіх жителів.
За віковим діапазоном населення розподілялося таким чином: 34,7 % — особи молодші 18 років, 52,4 % — особи у віці 18—64 років, 12,9 % — особи у віці 65 років та старші. Медіана віку мешканця становила 31,0 року. На 100 осіб жіночої статі у місті припадало 100,0 чоловіків;  на 100 жінок у віці від 18 років та старших — 84,1 чоловіків також старших 18 років.
Середній дохід на одне домашнє господарство  становив 37 349 доларів США (медіана — 32 361), а середній дохід на одну сім'ю — 50 257 доларів (медіана — 42 188). За межею бідності перебувало 12,0 % осіб, у тому числі 14,3 % дітей у віці до 18 років та 25,0 % осіб у віці 65 років та старших.
Цивільне працевлаштоване населення становило 46 осіб. Основні галузі зайнятості: роздрібна торгівля — 13,0 %, сільське господарство, лісництво, риболовля — 13,0 %, науковці, спеціалісти, менеджери — 10,9 %, будівництво — 10,9 %.